# Melodie Ngatai
Pas d'image ? Cliquez ici

a Compétitions nationales et continentales officielles uniquement.

b Matchs officiels uniquement.
Dernière mise à jour le 25 février 2025.
Melodie Bosman, née Melodie Ngatai, est née le 25 juin 1976 à Tauranga (Nouvelle-Zélande). C'est une joueuse néo-zélandaise de rugby à XV, occupant le poste de pilière. Elle représente l'équipe de Nouvelle-Zélande entre 2004 et 2013.

## Biographie
Melodie Ngatai remporte la Coupe du monde à deux reprises, en 2006 et 2010.

## Palmarès
- 17 sélections en équipe de Nouvelle-Zélande.
- Championne du monde en 2006 et 2010.